# Internationale Filmfestspiele von Venedig 2016
Die 73. Internationalen Filmfestspiele von Venedig (italienisch 73. Mostra Internazionale d’Arte Cinematografica) fanden vom 31. August bis 10. September 2016 am Lido statt. Sie zählen neben der Berlinale und den Filmfestspielen von Cannes zu den drei bedeutendsten A-Festivals der Welt und standen zum 5. Mal unter der Leitung von Alberto Barbera.

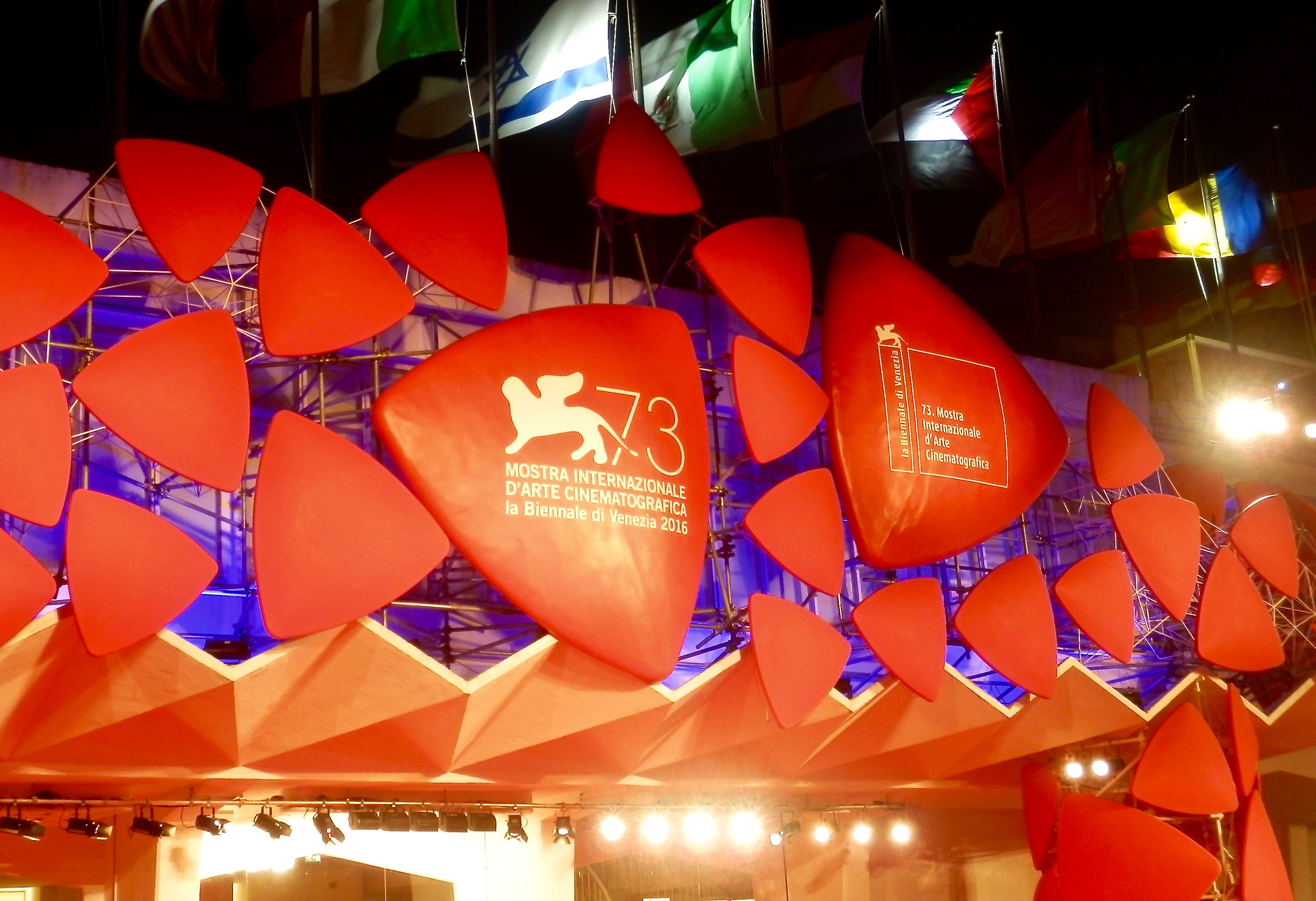
Impression der 73. Internationalen Filmfestspiele von Venedig

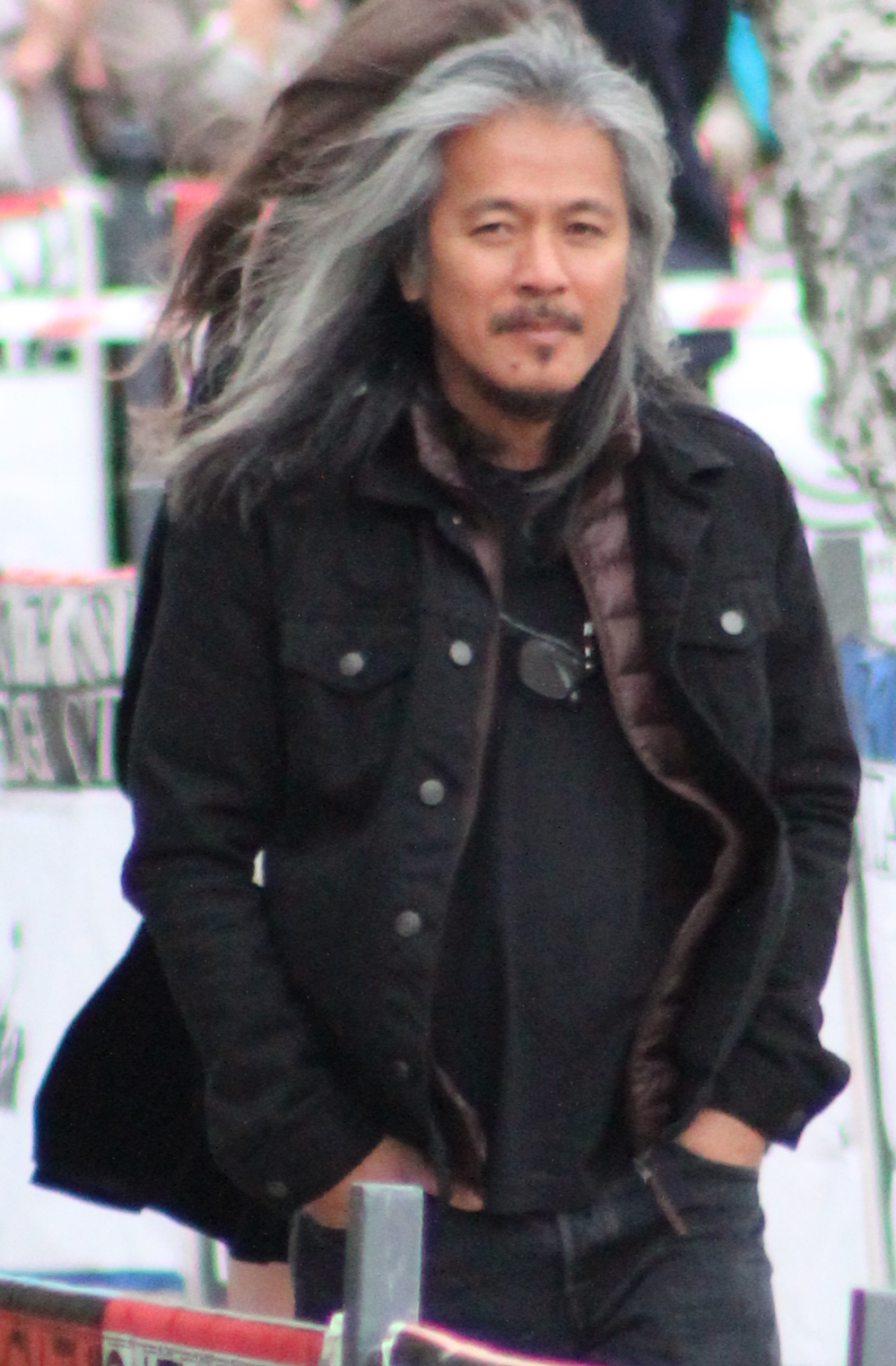
Lav Diaz, Gewinner des Goldenen Löwen für Ang Babaeng Humayo

Jurypräsident des Internationalen Wettbewerbs, in dem unter anderem der Goldene Löwe für den besten Film des Festivals vergeben wird, war in diesem Jahr der britische Regisseur Sam Mendes. Den Hauptpreis des Wettbewerbs gewann Lav Diaz’ Film The Woman Who Left (Ang Babaeng Humayo).
Als Moderatorin der Auftaktzeremonie und der abschließenden Preisgala wurde die italienische Schauspielerin Sonia Bergamasco ausgewählt. Eröffnet wurde das Filmfestival mit Damien Chazelles Musical La La Land mit Emma Stone und Ryan Gosling in den Hauptrollen. Aus Anteilnahme am wenige Tage vor Festivalbeginn ereigneten Erdbeben von Accumoli mit fast 300 Toten beschloss die Festivalleitung das nach der Eröffnungszeremonie angesetzte Galadinner und den Empfang am Strand beim Grand Hotel Excelsior ausfallen zu lassen.
Bereits vor Festivalbeginn als Laureaten fest standen Jean-Paul Belmondo und Jerzy Skolimowski, die den Goldenen Löwen als Ehrenpreis für ein Lebenswerk erhielten.

## Festivalplakat
Das offizielle Festivalplakat wurde Ende Juni 2016 vorgestellt. Zum fünften Mal in Folge vom italienischen Animationsfilmer Simone Massi gezeichnet, zeigt es eine dem Betrachter mit dem Rücken zugewandte dunkelhaarige Person mit rotem Hemd, die im Begriff ist, ein blaues Poster oder einen Vorhang herunterzuziehen.

## Offizielle Sektionen

### Wettbewerb („Venezia 73“)

#### Jury

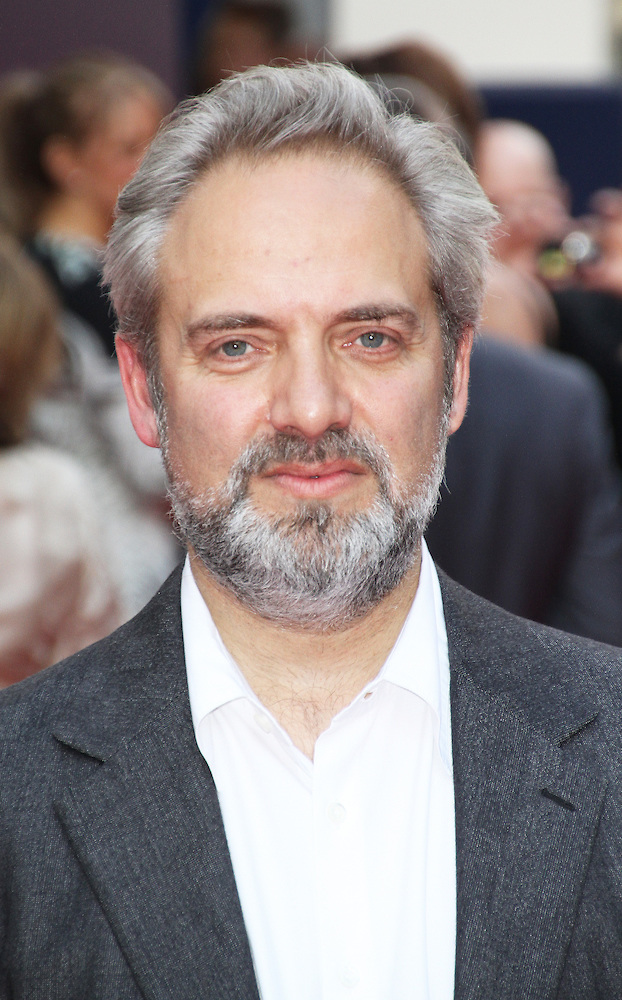
Sam Mendes (2013)

Jurypräsident der Filmfestspiele von Venedig 2016 war Sam Mendes. Der britische Film- und Theaterregisseur sowie Produzent hatte als Student 1984 bei der Peggy Guggenheim Collection in Venedig gearbeitet und 2002 seinen zweiten Spielfilm Road to Perdition im Wettbewerb des 59. Filmfestivals vorgestellt, wo dieser aber unprämiert geblieben war. Festivalleiter Alberto Barbera lobte Mendes’ Arbeit als „besonders effektive und überzeugende Synthese einer Berufung für unverwechselbares Theater und Kino, kombiniert mit der Erforschung von Kommunikationsmethoden mit zunehmend großer Zahl an Zuschauern.“ Seine Theater- und Filmproduktionen seien „in der Lage, die Erwartungen der anspruchsvollsten Kritiker mit dem Geschmack eines großen Publikums in Einklang zu bringen, die alle geographischen und kulturellen Grenzen zu überwinden scheinen.“
Dem Jurypräsidenten standen bei der Vergabe der Preise mehrere Jurymitglieder zur Seite. Es handelte sich fast ausschließlich um Filmschaffende:
- Laurie Anderson – US-amerikanische Sängerin, Komponistin und Performance-Künstlerin (Teilnehmerin am Wettbewerb 2015)
- Gemma Arterton – britische Schauspielerin
- Giancarlo De Cataldo – italienischer Kriminalschriftsteller und Drehbuchautor
- Nina Hoss – deutsche Schauspielerin
- Chiara Mastroianni – französische Schauspielerin
- Joshua Oppenheimer – US-amerikanischer Regisseur (Großer Preis der Jury 2014)
- Lorenzo Vigas – venezolanischer Regisseur und Drehbuchautor (Gewinner des Goldenen Löwen 2015)
- Zhao Wei – chinesische Schauspielerin und Sängerin

#### Konkurrenten um den Goldenen Löwen
Das offizielle Programm für die 73. Auflage wurde während einer Pressekonferenz am 28. Juli 2016 in Rom präsentiert.
| Film                                    | Regie                            | Land                                                                            | Darsteller (Auswahl)                                                                           |
| --------------------------------------- | -------------------------------- | ------------------------------------------------------------------------------- | ---------------------------------------------------------------------------------------------- |
| Ang Babaeng Humayo (The Woman Who Left) | Lav Diaz                         | Philippinen                                                                     | Charo Santos-Concio, John Lloyd Cruz                                                           |
| Arrival                                 | Denis Villeneuve                 | Vereinigte Staaten                                                              | Amy Adams, Jeremy Renner, Forest Whitaker, Michael Stuhlbarg                                   |
| The Bad Batch                           | Ana Lily Amirpour                | Vereinigte Staaten                                                              | Suki Waterhouse, Jason Momoa, Keanu Reeves, Jim Carrey, Giovanni Ribisi                        |
| Les Beaux Jours d’Aranjuez              | Wim Wenders                      | Frankreich, Deutschland                                                         | Reda Kateb, Sophie Semin, Jens Harzer, Nick Cave                                               |
| Brimstone                               | Martin Koolhoven                 | Niederlande, Deutschland, Belgien, Frankreich, Vereinigtes Königreich, Schweden | Dakota Fanning, Guy Pearce, Emilia Jones, Kit Harington, Carice Van Houten                     |
| El ciudadano ilustre                    | Mariano Cohn Gastón Duprat       | Argentinien, Spanien                                                            | Oscar Martínez, Dady Brieva, Andrea Frigerio, Nora Navas, Gustavo Garzón                       |
| El Cristo ciego                         | Christopher Murray               | Chile, Frankreich                                                               | Michael Silva, Bastian Inostroza, Ana Maria Henriquez, Mauricio Pinto                          |
| Frantz                                  | François Ozon                    | Frankreich, Deutschland                                                         | Pierre Niney, Paula Beer, Marie Gruber, Ernst Stötzner, Cyrielle Claire                        |
| Jackie                                  | Pablo Larraín                    | Vereinigte Staaten, Chile                                                       | Natalie Portman, Peter Sarsgaard, Greta Gerwig, John Hurt                                      |
| La La Land (Eröffnungsfilm)             | Damien Chazelle                  | Vereinigte Staaten                                                              | Ryan Gosling, Emma Stone, John Legend, J. K. Simmons, Finn Wittrock                            |
| The Light Between Oceans                | Derek Cianfrance                 | Vereinigte Staaten, Australien, Neuseeland                                      | Michael Fassbender, Alicia Vikander, Rachel Weisz, Emily Barclay                               |
| On the Milky Road (Na mlečnom putu)     | Emir Kusturica                   | Serbien, Vereinigtes Königreich, Vereinigte Staaten                             | Monica Bellucci, Emir Kusturica, Sloboda Micalovic, Predrag Manojlovic                         |
| Nocturnal Animals                       | Tom Ford                         | Vereinigte Staaten                                                              | Jake Gyllenhaal, Amy Adams, Michael Shannon, Aaron Taylor-Johnson, Isla Fisher, Laura Linney   |
| Piuma                                   | Roan Johnson                     | Italien                                                                         | Luigi Fedele, Blu Yoshimi Di Martino, Sergio Pierattini, Michela Cescon, Francesco Colella     |
| Questi giorni                           | Giuseppe Piccioni                | Italien                                                                         | Margherita Buy, Marta Gastini, Laura Adriani, Maria Roveran, Caterina Le Caselle, Filippo Timi |
| Paradies (Рай)                          | Andrei Kontschalowski            | Russland, Deutschland                                                           | Julija Wyssozkaja, Christian Clauss, Philippe Duquesne, Wiktor Suchorukow, Peter Kurt          |
| The Untamed (La región salvaje)         | Amat Escalante                   | Mexiko                                                                          | Ruth Ramos, Simone Bucio, Jesús Meza, Edén Villavicencio                                       |
| Spira Mirabilis                         | Massimo D’Anolfi Martina Parenti | Italien, Schweiz                                                                | Dokumentarfilm                                                                                 |
| Une vie                                 | Stéphane Brizé                   | Frankreich, Belgien                                                             | Judith Chemla, Jean-Pierre Darroussin, Swann Arlaud, Yolande Moreau                            |
| Voyage of Time                          | Terrence Malick                  | Vereinigte Staaten, Deutschland                                                 | Dokumentarfilm mit Cate Blanchett                                                              |

#### Außer Konkurrenz
| Film                                  | Regie                                                      | Land                                             | Darsteller (Auswahl) |
| ------------------------------------- | ---------------------------------------------------------- | ------------------------------------------------ | --- |
| À jamais                              | Benoît Jacquot                                             | Frankreich, Portugal                             | Mathieu Amalric, Julia Roy, Jeanne Balibar                                                                                                 |
| American Anarchist                    | Charlie Siskel                                             | Vereinigte Staaten                               | Dokumentarfilm |
| Assalto al cielo                      | Francesco Munzi                                            | Italien                                          | Dokumentarfilm |
| Austerlitz                            | Sergei Loznitsa                                            | Deutschland                                      | Dokumentarfilm |
| Chuck – Der wahre Rocky (The Bleeder) | Philippe Falardeau                                         | Vereinigte Staaten, Kanada                       | Liev Schreiber, Naomi Watts, Elisabeth Moss, Ron Perlman, Jim Gaffigan, Pooch Hall                                                         |
| Gantz:o                               | Yashushi Kawamura                                          | Japan                                            | Animationsfilm |
| Hacksaw Ridge                         | Mel Gibson                                                 | Vereinigte Staaten, Australien                   | Andrew Garfield, Vince Vaughn, Teresa Palmer, Sam Worthington, Luke Bracey                                                                 |
| I Called Him Morgan                   | Kasper Collin                                              | Schweden, Vereinigte Staaten                     | Dokumentarfilm |
| The Journey                           | Nick Hamm                                                  | Vereinigtes Königreich                           | Timothy Spall, Colm Meaney, Freddie Highmore, John Hurt, Toby Stephens                                                                     |
| Die glorreichen Sieben                | Antoine Fuqua                                              | Vereinigte Staaten                               | Denzel Washington, Chris Pratt, Ethan Hawke, Vincent D’Onofrio, Byung-Hun Lee, Peter Sarsgaard                                             |
| The Age of Shadows (Miljeong)         | Kim Jee-woon                                               | Südkorea                                         | Song Kang-ho, Gong Yoo, Han Ji-min |
| Monte                                 | Amir Naderi                                                | Italien, Vereinigte Staaten, Frankreich          | Andrea Sartoretti, Claudia Potenza, Anna Bonaiuto, Zaccaria Zanghellini                                                                    |
| One More Time With Feeling            | Andrew Dominik                                             | Vereinigtes Königreich                           | Nick Cave |
| Our War                               | Bruno Chiaravalloti Claudio Jampaglia Benedetta Argentieri | Italien, Vereinigte Staaten                      | Dokumentarfilm |
| Planetarium                           | Rebecca Zlotowski                                          | Frankreich, Belgien                              | Natalie Portman, Lily-Rose Depp, Emmanuel Salinger                                                                                         |
| Safari                                | Ulrich Seidl                                               | Österreich, Dänemark                             | Dokumentarfilm |
| Tommaso                               | Kim Rossi Stuart                                           | Italien                                          | Kim Rossi Stuart, Camilla Diana, Jasmine Trinca, Cristiana Capotondi                                                                       |
| The Young Pope (Folgen I und II)      | Paolo Sorrentino                                           | Italien, Frankreich, Spanien, Vereinigte Staaten | Jude Law, Diane Keaton, Silvio Orlando, Scott Shepherd, Cécile de France, Javier Cámara, Ludivine Sagnier, Tony Bertorelli, James Cromwell |

### Orizzonti

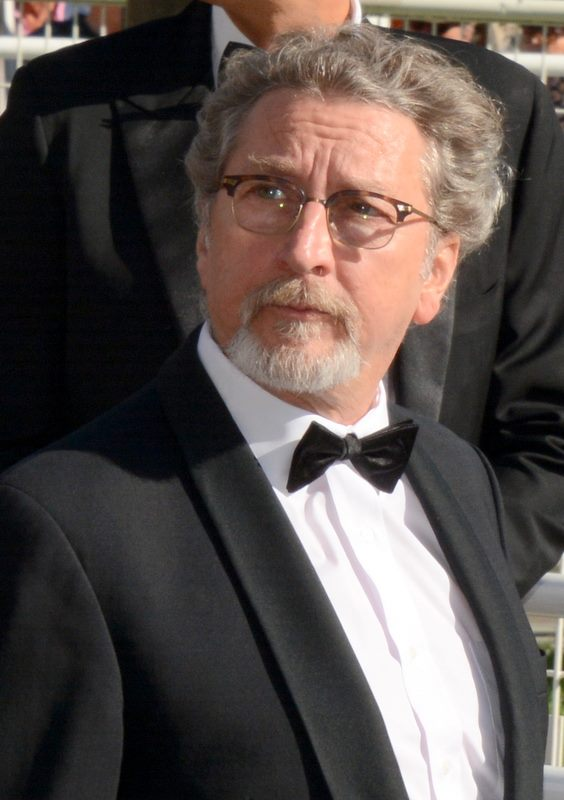
Robert Guédiguian

Die Sektion Orizzonti (dt.: „Horizonte“) widmet sich neuen Trends im internationalen Film und stellt vor allem unkonventionelle Filme vor, darunter Spiel-, Dokumentar- und Experimentalfilme. Es werden sowohl Kurz- als auch Langfilme akzeptiert.
Den Vorsitz der internationalen Jury hatte der französische Regisseur Robert Guédiguian. Weitere Jurymitglieder waren der US-amerikanische Filmkritiker und Historiker Jim Hoberman, die ägyptische Schauspielerin Nelly Karim, die italienische Schauspielerin Valentina Lodovini, die koreanische Schauspielerin Moon So-ri, der spanische Filmkritiker und Wissenschaftler José Maria (Chema) Prado und der indische Regisseur Chaitanya Tamhane.
| Filmtitel                              | Regie                           | Produktionsland                               | Darsteller (Auswahl)                                                                                                 |
| -------------------------------------- | ------------------------------- | --------------------------------------------- | --- |
| Boys in the Trees                      | Nicholas Verso                  | Australien                                    | Toby Wallace, Gulliver McGrath, Mitzi Ruhlmann, Justin Holborow                                                      |
| Dawson City: Frozen Time               | Bill Morrison                   | Vereinigte Staaten, Frankreich                | Dokumentarfilm |
| Dark Night                             | Tim Sutton                      | Vereinigte Staaten                            | Robert Jumper, Anna Rose Hopkins, Eddie Cacciola, Rosie Rodriguez, Karina Macias, Aaron Purvis                       |
| Die Einsiedler                         | Ronny Trocker                   | Deutschland, Österreich                       | Andreas Lust, Ingrid Burkhard, Orsolya Tóth                                                                          |
| Gukoroku                               | Kei Ishikawa                    | Japan                                         | Tsumabuki Satoshi, Mitsushima Hikari                                                                                 |
| Home                                   | Fien Troch                      | Belgien                                       | Sebastian Van Dun, Mistral Guidotti, Loïc Batog, Lena Suijkerbuijk, Karlijn Sileghem, Els Deceukelier, Robby Cleiren |
| Kékszakállú                            | Gastón Solnicki                 | Argentinien                                   | Laila Maltz, Katia Szechtman, Lara Tarlowski, Natali Maltz, Maria Soldi, Pedro Trocca, Denise Groesman               |
| King of the Belgians                   | Peter Brosens Jessica Woodworth | Belgien, Niederlande, Bulgarien               | Peter Van Den Begin, Lucie Debay, Titus De Voogdt, Bruno Georis                                                      |
| Koca Dünya (Big Big World)             | Reha Erdem                      | Türkei                                        | Ecem Uzun, Berke Karaer                                                                                              |
| Ku Qian                                | Wang Bing                       | Hongkong, Frankreich                          | Dokumentarfilm |
| Eine, die sich traut (Laavor et hakir) | Rama Burshtein                  | Israel                                        | Noa Koler, Amos Tamam, Oz Zehavi                                                                                     |
| Liberami                               | Federica Di Giacomo             | Italien, Frankreich                           | Dokumentarfilm |
| Malaria                                | Parviz Shahbazi                 | Iran                                          | Saghar Ghanaat, Saed Soheili, Azarakhsh Farahani, Azadeh Namdari                                                     |
| Maudite Poutine                        | Karl Lemieux                    | Kanada                                        | Jean-Simon Leduc, Martin Dubreuil                                                                                    |
| Il più grande sogno                    | Michele Vannucci                | Italien                                       | Mirko Frezza, Alessandro Borghi, Vittorio Viviani, Milena Mancini, Ivana Lotito, Ginevra De Carolis                  |
| Réparer les vivants                    | Katell Quillévéré               | Frankreich, Belgien                           | Tahar Rahim, Emmanuelle Seigner, Anne Dorval, Bouli Lanners, Kool Shen                                               |
| São Jorge                              | Marco Martins                   | Portugal, Frankreich                          | Jean-Simon Leduc, Martin Dubreuil                                                                                    |
| Tarde para la ira                      | Raúl Arévalo                    | Spanien                                       | Nuno Lopes, Mariana Nunes, David Semedo                                                                              |
| White Sun                              | Deepak Rauniyar                 | Nepal, Vereinigte Staaten, Qatar, Niederlande | Dayahang Rai, Asha Magrati, Rabindra Singh Baniya, Sumi Malla, Amrit Pariyar                                         |

| Filmtitel                        | Regie                        | Produktionsland                 | Laufzeit | Darsteller (Auswahl)                                                                                          |
| -------------------------------- | ---------------------------- | ------------------------------- | -------- | --- |
| 500,000 Pee (500,000 Years)      | Chai Siris                   | Thailand                        | 15’      | Montree Reun-ngeun                                                                                            |
| Amalimbo                         | Juan Pablo Libossart         | Schweden, Estland               | 15’      | Margaretha Ulfendahl, Anna Odell                                                                              |
| Ce qui nous éloigne              | Wei Hu                       | Frankreich                      | 18’      | Camille Debray, Isabelle Huppert, Nai An, André Wilms, Zhang Xianmin                                          |
| Colombi                          | Luca Ferri                   | Italien                         | 20’      | Giovanni Colombi, Annunciata Decò, Dario Bacis                                                                |
| Dadyaa                           | Bibhusan Basnet Pooja Gurung | Nepal, Frankreich               | 17’      | Parimal Damai, Lachhima Damai                                                                                 |
| Good News                        | Giovanni Fumu                | Südkorea, Italien               | 17’      | Eun U, Soonwoo Kwak                                                                                           |
| Midwinter                        | Jake Mahaffy                 | Vereinigte Staaten, Neuseeland  | 17’      | Jill Larson, Eleanor Hutchins                                                                                 |
| Molly Bloom                      | Chiara Caselli               | Italien                         | 20’      | Chiara Caselli, Enrico Carotenuto, Elisabetta de Vito, Lilian Sassanelli, Nicole Guerzoni, Lorenzo Ciambrelli |
| On the Origin of Fear            | Bayu Prihantoro Filemon      | Indonesien                      | 12’      | Pritt Timothy                                                                                                 |
| Prima noapte (First Night)       | Andrei Tanase                | Rumänien, Deutschland           | 17’      | Alfredo Minea, Cristiana Luca, Mimi Branescu, Elvira Deatcu                                                   |
| Le Reste est l’oeuvre de l’Homme | Doria Achour                 | Frankreich, Tunesien            | 14’      | Houssin Benwarda, Anissa Daoud                                                                                |
| Ruah                             | Flurin Giger                 | Schweiz                         | 18’      | Fabian Villiger, Christina Brandenberg, Annina Walt, Mona Petri, Jürg Plüss                                   |
| Samedi Cinema                    | Maurizio Braucchi            | Senegal                         | 11’      | Fallou Keita, Assane Lo, Saikou Lo, Penda Daly Sy                                                             |
| Srecno, Orlo! (Good Luck, Orlo!) | Sara Kern                    | Slowenien, Kroatien, Österreich | 14’      | Tin Vulovic, Primož Pirnat, Nina Ivanišin, Tin Marn                                                           |
| Stanza 52                        | Maurizio Braucchi            | Italien                         | 13’      | Vincenza Modica                                                                                               |
| La voz perdida                   | Marcelo Martinessi           | Paraguay, Venezuela, Kuba       | 11’      | Librada Martinez, Cinthia Quiñonez, Raulito Cáceres                                                           |

### Venezia Classici
Die Reihe Venezia Classici (englisch Venice Classics) präsentiert seit 2012 restaurierte Filmklassiker sowie Dokumentarfilme über das Filmemachen und einzelne Filmschaffende. Bestandteil ist die Vergabe von Preisen für den am besten restaurierten Film und die beste Kinodokumentation, die von einer Jury aus Filmstudenten unter Leitung des italienischen Regisseurs Roberto Andò vergeben wird. Die Sektion wurde mit Shabhaye Zayandeh – rood (The Nights of Zayandeh – rood) von Mohsen Makhmalbaf eröffnet.
Restaurierte Filme
- 1848 von Dino Risi (Italien, 1948) – restauriert durch das Archivio Nazionale Cinema Impresa, Centro Sperimentale di Cinematografia (CSC) und Veneranda Fabbrica del Duomo (Mailand)
- American Werewolf (An American Werewolf in London) von John Landis (Vereinigtes Königreich, 1981) – restauriert durch die Universal Studios
- The Brat von John Ford (Vereinigte Staaten, 1931) – restauriert durch Museum of Modern Art und The Film Foundation
- Break-Up (Break up – L’uomo dei cinque palloni) von Marco Ferreri (Italien/Frankreich, 1965) – restauriert durch Cineteca di Bologna und Museo Nazionale del Cinema, in Zusammenarbeit mit Warner Bros.
- Der Dieb von Paris (Le Voleur) von Louis Malle (Frankreich/Italien, 1965) – restauriert durch Gaumont
- Der Duft der Frauen (Profumo di donna) von Dino Risi (Italien, 1974) – restauriert durch CSC-Cineteca Nazionale und Istituto Luce-Cinecittà, in Zusammenarbeit mit Dean Film
- Der Engel mit der Mörderhand (Pretty Poison) von Noel Black (Vereinigte Staaten, 1968) – restauriert durch 20th Century Fox
- Das Geld (L’argent) von Robert Bresson (Frankreich/Schweiz, 1983) – restauriert durch MK2
- Das Lied vom Verrat (Processo alla città) von Luigi Zampa (Italien, 1952) – restauriert durch CSC-Cineteca Nazionale und Gaumont, in Zusammenarbeit mit Astrea
- Manhattan von Woody Allen (Vereinigte Staaten, 1979) – restauriert durch Park Circus, Metro-Goldwyn-Mayer
- Napoleon vom Broadway (Twentieth Century) von Howard Hawks (Vereinigte Staaten, 1934) – restauriert durch Sony Pictures
- The Ondekoza von Kato Tai (Japan, 1979) – restauriert durch Shōchiku
- Opfergang von Veit Harlan (Deutschland, 1944) – restauriert durch die Friedrich-Wilhelm-Murnau-Stiftung
- Die Schlacht von Algier (La battaglia di Algeri) von Gillo Pontecorvo (Italien/Algerien, 1966) – restauriert durch Cineteca di Bologna, Istituto Luce – Cinecittà, in Zusammenarbeit mit Surf Film und Casbah Entertainment
- Schwarze Augen (Oci Ciornie) von Nikita Michalkow (Italien/Sowjetunion, 1987) – restauriert durch Istituto Luce, Cinecittà und CSC-Cineteca Nazionale, in Zusammenarbeit mit Viggo
- Shabhaye Zayandeh – rood (The Nights of Zayandeh – rood) von Mohsen Makhmalbaf (Iran, 1990) – restauriert durch Makhmalbaf Film House (Eröffnungsfilm)
- Shanzhong Chuanqi (Legend of the Mountain) von King Hu (Hongkong, 1979) – restauriert durch Taiwan Film Institute
- Die sieben Samurai (七人の侍, Shichinin no samurai) von Akira Kurosawa (Japan, 1954) – restauriert durch Tōhō
- Stalker von Andrei Tarkowski (Sowjetunion, 1979) – restauriert durch Mosfilm (Produzent: Karen Schachnasarow)
- Der Weg zurück (Tutti a casa) von Luigi Comencini (Italien/Frankreich, 1960) – restauriert durch Filmauro und CSC-Cineteca Nazionale
- Zombie (Dawn of the Dead, europäische Schnittfassung) von George A. Romero (Vereinigte Staaten/Italien, 1978) – restauriert durch Koch Media, in Zusammenarbeit mit Norton Trust und Antonello Cuomo

Dokumentarfilme
- Along for the Ride – Regie: Nick Ebeling (Vereinigte Staaten)
- Acqua e Zucchero – Carlo di Palma, i colori della vita – Regie Fariborz Kamkari (Italien)
- Bozzetto non troppo – Regie: Marco Bonfanti (Italien)
- Cinema Futures – Regie: Michael Palm (Österreich)
- Le concours – Regie: Claire Simon (Frankreich)
- David Lynch The Art Life – Regie: Jon Nguyen, Neergaard Holm und Rick Barnes (Vereinigte Staaten/Dänemark)
- E venne l’uomo – un dialogo con Ermanno Olmi – Regie: Alessandro Bignami (Italien)
- Events in a Cloud Chamber – Regie: Ashim Ahluwalia (Indien)
- Perché sono un genio! Lorenza Mazzetti – Regie: Stefano Della Casa und Francesco Frisari (Italien)
- Viaggio nel Cinema in 3D – Una Storia Vintage – Regie: Jesus Garcès Lambert (Italien)

## Unabhängige Filmreihen
Parallel zum Filmfestival finden zwei unabhängige Filmreihen statt:

### Settimana Internazionale della Critica
Parallel zum Filmfestival finden zwei unabhängige Filmreihen statt. Die italienische Filmkritikervereinigung Sindacato Nazionale Critici Cinematografici Italiani veranstaltet die Internationale Kritikerwoche (Settimana Internazionale della Critica – SIC), bei der internationale Debütfilme von einer unabhängigen Kommission ausgewählt werden. Sie ist nach dem Vorbild der „Quinzaine des Réalisateurs“ bei den Filmfestspielen von Cannes entstanden.
| Filmtitel                                        | Regie               | Produktionsland                                        | Darsteller (Auswahl) |
| ------------------------------------------------ | ------------------- | ------------------------------------------------------ | --- |
| Akher Wahed Fina (The Last Of Us)                | Ala Eddine Slim     | Tunesien, Qatar, Vereinigte Arabische Emirate, Libanon | Jawher Soudani, Fathi Akkari, Jihed Fourti |
| Are We Not Cats (Abschlussfilm/außer Konkurrenz) | Xander Robin        | Vereinigte Staaten                                     | Michael Patrick Nicholson, Chelsea LJ Lopez, Michael Godere |
| Drum                                             | Keywan Karimi       | Frankreich, Iran                                       | Amirreza Naderi, Sara Gholizade, Akbar Zanjanian, Elyas Rasouli, Honaramooz, Ardalan Haji Rahim, Ahmad Ghoorchi, Ali Farschchi, Mohammad Safajouyi                                             |
| Jours de France                                  | Jérôme Reybaud      | Frankreich                                             | Pascal Cervo, Arthur Igual, Fabienne Babe, Nathalie Richard, Lætitia Dosch, Liliane Montevecchi, Marie France, Bertrand Nadler, Dorethe´e Blanck                                               |
| Los nadie (The Nobodies)                         | Juan Sebastián Mesa | Kolumbien                                              | Maria Angélica Puerta, Maria Camila Castrillón, Diego Perez Ceferino, Esteban Alcaráz, Felipe Alzate                                                                                           |
| Prank                                            | Vincent Biron       | Kanada                                                 | Etienne Galloy, Constance Massicotte, Simon Pigeon, Alexandre Lavigne |
| Prevenge (Eröffnungsfilm/außer Konkurrenz)       | Alice Lowe          | Vereinigtes Königreich                                 | Alice Lowe, Gemma Whelan, Kate Dickie, Jo Hartley, Kayvan Novak, Dan Renton Skinner, Tom Davis, Mike Wozniak, Eileen Davies, Tom Meeten, Leila Hoffman, Marc Bessant                           |
| Singing in Graveyards                            | Bradley Liew        | Malaysia, Philippinen                                  | Pepe Smith, Mercedes Cabral, Lav Diaz, Bernardo Bernando, Susan Africa, Ely Buendia, Sunshine Teodoro, Matt Daclan, Joel Saracho, Bianca Balbuena                                              |
| Le ultime cose                                   | Irene Dionisio      | Italien, Schweiz, Frankreich                           | Fabrizio Falco, Roberto De Francesco, Christina Rosamilia, Alfonso Santagata, Salvatore Cantalupo, Anna Ferruzzo, Nicole De Leo, Maria Eugenia D’Aquino, Margherita Coldesina, Matteo Polidoro |

| Filmtitel                  | Regie                                                            | Produktionsland | Laufzeit | Darsteller (Auswahl) |
| -------------------------- | ---------------------------------------------------------------- | --------------- | -------- | --- |
| Alice                      | Chiara Leonardi                                                  | Italien         | 14’      | Francesca Leonardi, Sofia Leonardi, Chiara Leonardi, Massimo Leonardi, Elena Bonati                                     |
| Atlante 1783               | Maria Giovanna Cicciari                                          | Italien         | 20’      | |
| Colazione sull’erba        | Edoardo Ferraro                                                  | Italien         | 14’      | Riccardo Pandolfi, Giacomo Bottoni, Francesco Melchiorri, Giorgia Torregrossa, Davide Dentamaro                         |
| Dodici pagine              | Riccardo Caruso Roberto Tenace Luigi Lombardi Elisabetta Falanga | Italien         | 13’      | Vittoria Araldi, Claudio Guain, Davide Bellofiore, Michele Galasso                                                      |
| Era ieri                   | Valentina Pedicini                                               | Italien         | 15’      | Giorgia Argese, Matteo De Vita, Paola Re, Samuel Lanzillotti, Mario Critelli, Andrea Fiore (Andrea), Francesco Funedda  |
| Notturno                   | Fatima Bianchi                                                   | Italien         | 15’      | Claudia Consonni, Rosaria Girotti, Giovanna Gossi, Laura Morelli, Carmen La Corte, Elisabetta Sisti, Florinda Trombetta |
| Pagliacci (Eröffnungsfilm) | Marco Bellocchio                                                 | Italien         | 18’      | Lucia Ragni, Luca Micheletti, Federica Fracassi, Rebecca Liberati, Corrado Invernizzi, Mino Manni                       |
| Vanilla                    | Rossella Inglese                                                 | Italien         | 13’      | Carolina Dovera, Eriberto Peruzzo, Mariangela Di Paolo, Antonio Iurino, Oscar Genovese                                  |

### Giornate degli Autori – Venice Days
Die Associazione Nazionale Autori Cinematografici (ANAC) bereitet gemeinsam mit der Associazione Autori e Produttori Indipendenti (API) die Giornate degli Autori – Venice Days vor, die italienische und ausländische Spiel- und Dokumentarfilme zeigt.
'
| Filmtitel                                                          | Regie                            | Produktionsland                          | Darsteller (Auswahl) |
| ------------------------------------------------------------------ | -------------------------------- | ---------------------------------------- | --- |
| Herzstein (Hjartasteinn)                                           | Guðmundur Arnar Guðmundsson      | Dänemark, Island                         | Sören Malling, Baldur Einarsson, Blær Hinriksson, Diljá Valsdóttir, Katla Njalddottir                                                                        |
| Hounds of Love                                                     | Ben Young                        | Australien                               | Emma Booth, Ashleigh Cummings, Stephen Curry, Susie Porter                                                                                                   |
| Unzertrennlich (Indivisibili)                                      | Edoardo De Angelis               | Italien                                  | Angela Fontana, Marianna Fontana, Antonia Truppo, Massimiliano Rossi, Tony Laudadio, Marco Mario De Notaris, Gaetano Bruno, Gianfranco Gallo, Peppe Servillo |
| Ne gledaj mi u pijat (Quit Staring at My Plate)                    | Hana Jušić                       | Kroatien, Dänemark                       | Mia Petričević, Nikša Butijer, Arijana Čulina, Zlatko Burić                                                                                                  |
| Ombre dal fondo (Abschlussfilm, außer Konkurrenz) (The War Within) | Paola Piacenza                   | Italien                                  | |
| Pamilya ordinaryo (Ordinary People)                                | Eduardo Roy Jr.                  | Philippinen                              | Ronwaldo Martin, Hasmine Killip, Maria Isabel Lopez, Sue Prado, Ruby Ruiz                                                                                    |
| Pariente (Guilty Men)                                              | Ivan D. Gaona                    | Kolumbien                                | Willington Gordillo Duarte, Heriberto Palacio, René Díaz Calderón, Alfonso López, Leidy Herrera, Cristian Hernández, Suetonio Hernández                      |
| Polina, danser sa vie                                              | Valérie Müller Angelin Preljocaj | Frankreich                               | Anastasia Shevtsova, Aleksey Guskov, Juliette Binoche, Niels Schneider                                                                                       |
| La ragazza del mondo (Worldly Girl)                                | Marco Danieli                    | Italien, Frankreich                      | Sara Serraiocco, Michele Riondino, Marco Leonardi, Stefania Montorsi, Lucia Mascino, Pippo Delbono                                                           |
| The Road to Mandalay                                               | Midi Z                           | Taiwan, Myanmar, Frankreich, Deutschland | Kai Ko, Wu Ke-Xi |
| Sameblod (Sámi Blood)                                              | Amanda Kernell                   | Schweden, Dänemark, Norwegen             | Lene Cecilia Sparrok, Mia Erika Sparrok, Maj Doris Rimpi |
| The War Show (Eröffnungsfilm)                                      | Andreas Dalsgaard Obaidah Zytoon | Dänemark, Finnland, Syrien               | |

| Filmtitel                                  | Regie                            | Produktionsland                       | Darsteller (Auswahl) |
| ------------------------------------------ | -------------------------------- | ------------------------------------- | --- |
| Always Shine                               | Sophia Takal                     | Vereinigte Staaten                    | Davis Mackenzie, Caitlin Fitzgerald                                                                                                 |
| Caffè (Coffee)                             | Cristiano Bortone                | Italien, Volksrepublik China, Belgien | Hichem Yacoubi, Arne De Tremerie, Koen De Bouw, Lu Fang-Sheng, Zhuo Tan, Sarah Li, Dario Aita, Miriam Dalmazio, Ennio Fantastichini |
| Il profumo del tempo delle favole          | Mauro Caputo                     | Italien                               | Giorgio Pressburger, Daniele Tenze, Antonio Cacace                                                                                  |
| Rocco                                      | Thierry Demaiziere Alban Teurlai | Frankreich                            | Dokumentarfilm über Rocco Siffredi                                                                                                  |
| L’uomo che non cambiò la storia            | Enrico Caria                     | Italien                               | Dokumentarfilm |
| Vangelo                                    | Pippo Delbono                    | Italien, Schweiz, Belgien             | Pippo Delbono, Zakria Safi, Ugiagbe Nosa                                                                                            |
| You Never Had It. An Evening with Bukowski | Matteo Borgardt                  | Vereinigte Staaten, Mexiko, Italien   | Dokumentarfilm über Charles Bukowski                                                                                                |

Miu Miu Women’s Tales
- Seed – Women’s Tales #11 – Regie: Naomi Kawase (Italien, Japan), Darsteller: Sakura Ando, Jiji Boo, Wakato Kanematsu
- That One Day – Women’s Tales #12 – Regie: Crystal Moselle (Italien, Vereinigte Staaten, Vereinigtes Königreich), Darsteller: Rachelle Martinez, Nina Moran, Ardelia Lovelace, Ajani Russell, Jules Lorenzo, Brenn Lorenzo, Kabrina Adams, Amber Coffman

Im Rahmen der Vergabe des Filmpreises LUX wurden folgende Spielfilme gezeigt:
- Kaum öffne ich die Augen (À peine j’ouvre les yeux) – Regie: Leyla Bouzid (Frankreich, Tunesien, Belgien, Vereinigte Arabische Emirate)
- Mein Leben als Zucchini (Ma vie de Courgette) – Regie: Claude Barras (Schweiz, Frankreich), Animationsfilm
- Toni Erdmann – Regie: Maren Ade (Deutschland, Österreich, Rumänien), Darsteller: Peter Simonischek, Sandra Hüller

## Auszeichnungen
Die in den offiziellen Sektionen des Festivals vergebenen Preise im Überblick:
Internationaler Wettbewerb um den Goldenen Löwen:
- Goldener Löwe: The Woman Who Left (Ang Babaeng Humayo) – Regie: Lav Diaz
- Silberner Löwe – Großer Preis der Jury: Tom Ford für Nocturnal Animals
- Silberner Löwe – Beste Regie: Andrei Sergejewitsch Kontschalowski für Paradies (Рай) und Amat Escalante für The Untamed (La región salvaje)
- Coppa Volpi – Bester Darsteller: Oscar Martínez (El ciudadano ilustre)
- Coppa Volpi – Beste Darstellerin: Emma Stone (La La Land)
- Bestes Drehbuch: Noah Oppenheim (Jackie)
- Spezialpreis der Jury: The Bad Batch – Regie: Ana Lily Amirpour
- Marcello-Mastroianni-Preis: Paula Beer (Frantz)

Preis für den besten Debütfilm
Der italienische Schauspieler und Regisseur Kim Rossi Stuart vergab als Jurypräsident den „Luigi De Laurentiis" Venice Award“ („Lion of the Future“) für den besten Debütfilm des Festivals. Weitere Jurymitglieder waren die spanische Filmproduzentin Rosa Bosch, der US-amerikanische Schauspieler und Regisseur Brady Corbet, die spanische Schauspielerin Pilar López de Ayala und der französische Filmkritiker Serge Toubiana. Der Preis ging an Akher Wahed Fina (Englischsprachiger Festivaltitel: The Last of Us) von Ala Eddine Slim.
Ehrenpreis
Jean-Paul Belmondo und Jerzy Skolimowski erhielten 2016 den Goldenen Löwen als Ehrenpreis für ein Lebenswerk. Der französische Schauspieler Belmondo wurde mit Außer Atem (1960) zum Aushängeschild der Nouvelle Vague und avancierte in der Folge zur existenzialistischen Galionsfigur der rebellischen Jugend der 1960er-Jahre. 1965 war er mit der Hauptrolle in dem Kriminalfilm Elf Uhr nachts auch im Wettbewerb des Filmfestivals von Venedig vertreten. „Dank seines faszinierenden Gesichts, unglaublichen Charmes und seiner außerordentlichen Vielseitigkeit hat er Rollen in Dramen, Abenteuerfilmen und sogar Komödien gespielt, die ihn zum Star machten, universell respektiert von engagierten Regisseuren und dem eskapistischen Kino gleichermaßen“, so Alberto Barbera. Der polnische Drehbuchautor und Regisseur Skolimowski konkurrierte viermal im Wettbewerb um den Goldenen Löwen und wurde u. a. mit dem Spezialpreis der Jury für Das Feuerschiff (1985) und Essential Killing (2010) preisgekrönt. Barbera beschreibt ihn als einen „der repräsentativsten Vertreter des modernen Kinos während der Nouvelle Vague der 1960er-Jahre“ und neben Roman Polanski als einen der „beiden Filmemacher, die am meisten zur Erneuerung des polnischen Kinos im gleichen Zeitraum beigetragen haben.“
Weitere
- Der Persol Tribute to Visionary Talent Award ging im Jahr 2016 an Liev Schreiber.[14]
- Der US-amerikanische Filmproduzent Chris Meledandri, CEO von Illumination Entertainment, wurde aufgrund seines Beitrags zum Animationsfilm mit einer Hommage geehrt. Diese ging einher mit der Italien-Premiere seiner Produktion Pets. Außerdem sollte Meledandri Auszüge aus dem geplanten Animationsfilm Sing (2017) vorstellen.[15]